# Beatriz Osés
Beatriz Osés García (Madrid, 24 de noviembre de 1972) es una escritora española de literatura infantil y juvenil y profesora de educación secundaria de Lengua castellana y literatura.

## Biografía
Es licenciada en Periodismo por la Universidad Complutense de Madrid y profesora de Lengua y Literatura. Durante más de veinte años ha desempeñado su labor docente en diversos centros de secundaria de Extremadura y de Madrid. Colabora en iniciativas de animación a la lectura y la escritura con diversas instituciones. Ha participado como ponente en seminarios desarrollados en Centros de Profesores, en la UEX, el Instituto Cervantes de Londres, la Universidad de Passo Fundo en Brasil y el Instituto Cervantes de Nueva Delhi, entre otros. 
Su línea de trabajo docente y pedagógico pretende incentivar la creatividad de los alumnos y fomentar la lectura a través de la creación literaria. En este sentido, desarrolla talleres de escritura creativa con niños y adultos así como recitales literarios, donde une la poesía y la lectura de cuentos y fragmentos de novelas con música e imágenes. sus obras más famosas son la saga de erik vogler

## Rasgos temáticos y de estilo
Su narrativa para jóvenes se caracteriza por sus protagonistas antiheroicos, el sentido del humor y el suspense con tintes paranormales y elementos de novela negra. Las tramas suelen incluir elementos de misterio y personajes peculiares, con frecuencia inmersos en algún viaje. El objetivo de sus novelas juveniles es que los lectores y lectoras las disfruten, que imaginen al protagonista y puedan llegar a empatizar con él, así como que se interesen por los lugares, la música, los libros y las referencias artísticas que aparecen en los libros. Además busca criticar aquello que no le gusta de la sociedad, empleando un enfoque que parte del absurdo y el surrealismo.
Otra de las características de su estilo es su precisa concisión del lenguaje para denotar mundos complejos desde lo cotidiano, a partir de referentes reconocibles que nos rodean. Todo ello utilizando una prosa fluida, ágil y trufada de diálogos dinámicos. Asimismo, en lo que respecta a la literatura infantil, Osés se inclina por la poesía y el microrrelato en los que resulta llamativa la presencia de animales que aparecen cargados de magia, ingenio, ternura y especialmente de una gran imaginación que invita a sus lectoras y lectores a ver el mundo desde perspectivas singulares e insólitas.
Finalmente, destaca la importancia de las ilustraciones en cada una de sus obras en forma de imágenes que complementan al texto y definen la estética de las historias. En este sentido, sobresalen las ilustraciones de Iban Barrenetxea para la saga Erik Vogler que en la portada de cada uno de los libros retratan al protagonista en un plano medio frontal con algunos objetos vinculados a la trama de la novela y la constante presencia de una calavera, símbolo de la muerte

## Obra

### Literatura infantil
- Las pulgas escondidas (2008) Consejería de Educación de Extremadura.
- El secreto del oso hormiguero (2009)
- El viaje del polizón (2012) Antología de cuentos de ASPANION.
- El misterio del gato negro (2012)  Editora Regional de Extremadura.
- Cuentos como pulgas (2013)  Kalandraka.
- Un cocodrilo para Laura (2014)  Edebé.
- Lo que saben los erizos (2015) Kalandraka.
- Dónde van las tortugas cuando mueren (2016) Edebé.
- El columpio de madame Brochet (2017) Edebé.
- Quiero ir al cole (2017) Antología de cuentos para un proyecto solidario de la Asociación Norbanova (Cáceres).
- Soy una nuez (2018) Edebé.
- Los escribidores de cartas (2019) SM.
- Un bosque en el aire (2021) SM.
- Colección Brian Mcneill (2021-) Edebé.
  - Plásticus (2021)
  - Love.com (2021)
  - Pánicus (2022)
  - Anónimos (2023)
- Abuelas 3.0 (2023) Edebé.

### Literatura juvenil
- El cuentanubes (2010) Editorial San Pablo.
- Saga de Erik Vogler (2014-2019) Edebé.
  - Erik Vogler. Los crímenes del rey blanco. (2014)
  - Erik Vogler. Muerte en el balneario (2014)
  - Erik Vogler. La maldición de Misty Abbey-Castle (2015)
  - Erik Vogler. La chica equivocada (2016)
  - Erik Vogler. Sin corazón (2017)
  - Erik Vogler. El secreto de Albert Zimmer (2017)
  - Erik Vogler. Jaque mate (2018)
  - Erik Vogler. La venganza (2019)
- Trilogía de Albert Zimmer (2021-2022) Edebé.
  - Albert Zimmer. La bruja de Berchtesgaden (2021)
  - Albert Zimmer. El asesino de los sentidos (2021)
  - Albert Zimmer. La muerte de Ofelia (2022)
- Saga de Berta Vogler (2023-) Edebé.
  - Berta Vogler. Y todo habrá terminado (2023)
  - Berta Vogler. Los vampiros de Drawsko (2024)

## Reconocimientos
- Premio Joaquín Sama a la innovación educativa (2004).
- Premio Giner de los Ríos a la innovación educativa (2005).
- Premio Lazarillo de Creación literaria por su obra Cuentos como pulgas (2006).
- Premio Internacional de Poesía Infantil Ciudad de Orihuela por El secreto del oso hormiguero (2008).
- Premio de Novela Juvenil La Brújula por El cuentanubes (2010).
- Finalista del Premio Nacional de Literatura Infantil y Juvenil por El cuentanubes (2011).
- Premio Edebé Infantil por Soy una nuez (2018).
- Finalista Premio Internacional de Poesía Infantil Ciudad de Orihuela por Lo que saben los erizos (2012).
- Finalista Premio Edebé de Literatura Infantil por Dónde van las tortugas cuando mueren (2015).
- Finalista Premio Edebé de Literatura Infantil por El columpio de Madame Brochet (2016).
- Finalista del premio Les Mordus du Polar 2017, seleccionado por las Bibliotecas Municipales de París, por Erik Vogler: Los crímenes del rey blanco.
- Finalista del Premio Nacional por El columpio de Madame Brochet (2018)
- Premio Barco de Vapor por Los escribidores de cartas (2019)
- Premio SM El Barco de Vapor por Un bosque en el aire (2021)